# Atari Teenage Riot
Atari Teenage Riot (abreviado ATR) es una banda alemana formada en Berlín en 1992. 
Profundamente política, mezclan puntos de vista del anarquismo, antifascismo y antinazismo con letras punk y un sonido hardcore fusionado con ritmos y sonidos techno llamado digital hardcore, el cual también es el nombre de la discográfica de Alec Empire. 
Cabe destacar que fue una de las pocas bandas en rozar algunas cuestiones cyberpunks como el caso de "Delete Yourself" entre otros.

## Historia

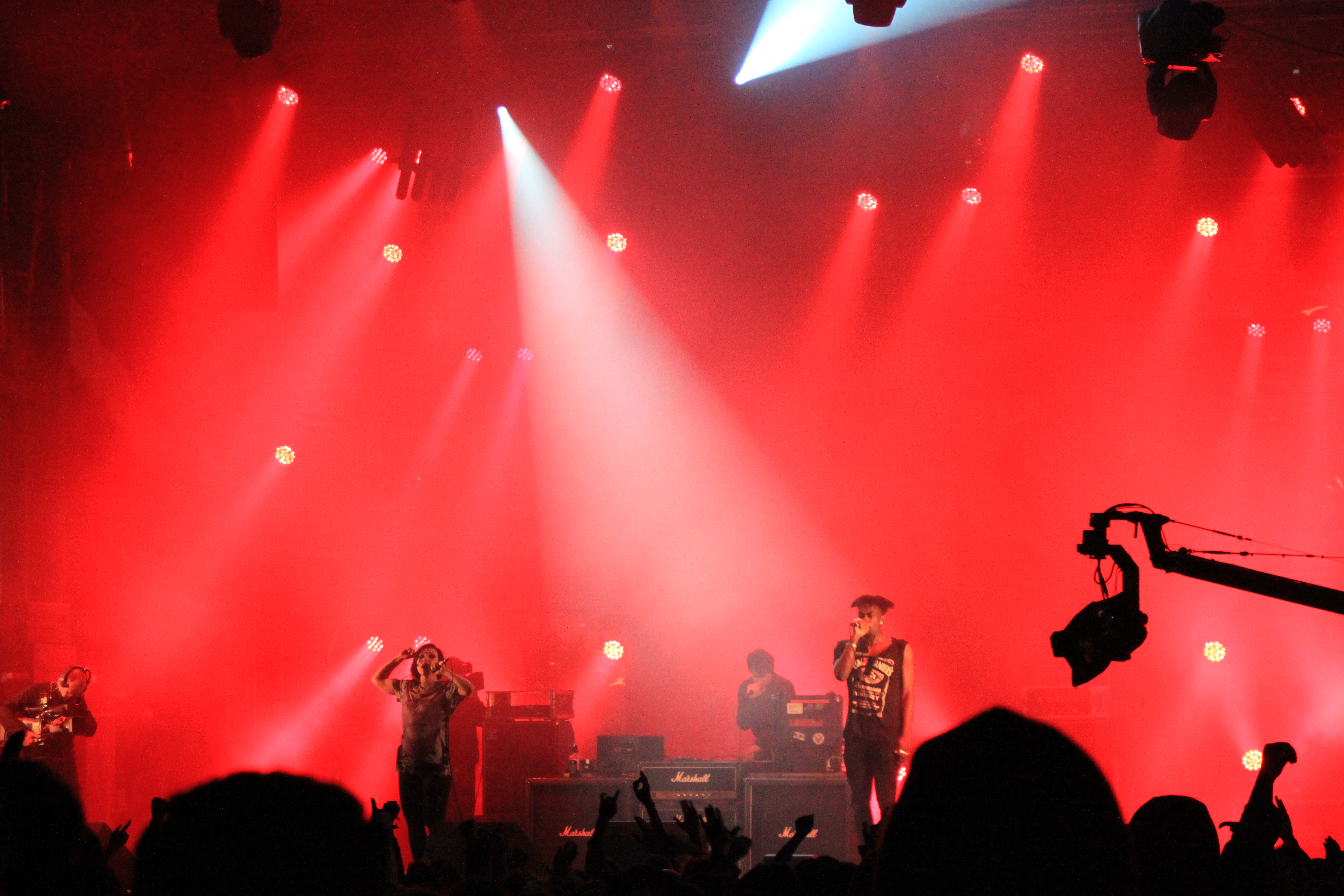
A.T.R., Hellfest 2013 (en francés).

El grupo fue formado como un ataque a la escena techno neonazi alemana y consistía en tres berlineses: Alec Empire, Hanin Elias y Carl Crack.
En 1997 la artista japonesa-americana Nic Endo se unió al grupo. Sus recitales en vivo durante este tiempo fueron marcados por violencia: durante un show en Berlín en mayo de 1999 los miembros de la banda fueron arrestados por incitar a los concurrentes a causar desmanes, y por causar disturbios contra la policía.
El grupo se separó en el año 2000. 
Cualquier posibilidad de reunir a la banda se disipó el 6 de septiembre de 2001 debido al fallecimiento de Carl Crack, quien sostuvo una larga lucha contra su adicción a las drogas.
En el año 2010 el cantante Alec Empire confirmó que finalmente la banda se volvería a reunir. 
El grupo lanzó un nuevo sencillo llamado "Activate" bajo su propio sello Digital Hardcore Recordings, además de un tour por Europa a lo largo del año, con CX Kidtronik reemplazando al fallecido Carl Crack.
Del mismo modo el álbum Is This Hyperreal? es lanzado en el año 2011, acompañado de otros dos singles "Blood in My Eyes" y "Black Flags"
En mayo el grupo lanzó su nuevo sencillo "Collapse of History", unos meses antes publicó los remixes del mismo y el video oficial.

## Discografía
En estudio
- Delete Yourself! (DHR 1995)
- The Future of War (DHR 1996)
- 60 Second Wipeout (DHR 1999)
- Is This Hyperreal? (DHR 2011)
- Reset (DHR 2015)

En vivo
- Live in Philadelphia - Dec. 1997 (DHR 1998)
- Live at Brixton Academy (DHR 1999)
- Riot in Japan (DHR 2011)

Compilados
- Burn, Berlin, Burn! (selección de los 2 primeros álbumes, Grand Royal 1997)
- Redefine the Enemy - Rarities and B-Side Compilation 1992-1999 (DHR 2002)
- Atari Teenage Riot: 1992-2000 (DHR 2006)
- Introducing Digital Hardcore: 9mm Parabellum Bullet Selection (Beat 2011)